# Was mir behagt, ist nur die muntre Jagd (BWV 208)
Was mir behagt, ist nur die muntre Jagd (BWV 208), также известная как Охотничья кантата — светская кантата, написанная Иоганном Себастьяном Бахом к 31-летию Саксен-Вейсенфельского герцога Кристиана в 1713 году. Произведение длится около сорока минут.

## История
Это самая ранняя из сохранившихся светских кантат Баха, созданная в то время, когда он работал органистом в Веймаре. Текст произведения был написан Соломоном Франком и опубликован в Йене в 1716 году в сборнике Geist- und Weltlicher Poesien Zweyter Theil.

## Исполнительский состав
Кантата написана для четырёх вокалистов:
- Диана, I сопрано
- Палес, II сопрано
- Эндимион, тенор
- Пан, бас

Инструментальный состав: 2 валторны, 2 блокфлейты, 2 гобоя, альтовый гобой, фагот, 2 скрипки, альт, виолончель, большая виола и basso continuo. Эта кантата является самым ранним произведением Баха, в партитуре которого присутствуют валторны. Предполагается, что он писал для валторнистов, работавших при дворе Вайсенфельса, где существовала традиция игры на медных духовых. Также существует предположение, что кантата открывалась симфонией (BWV 1046a), которая имеет такой же исполнительский состав, что и кантата, и является ранней версией Бранденбургского концерта № 1 фа мажор (BWV 1046).

## Структура
Работа содержит пятнадцать частей:
1. Речитатив: Was mir behagt, ist nur die muntre Jagd!
2. Ария: Jagen ist die Lust der Götter
3. Речитатив: Wie, schönste Göttin? wie?
4. Ария: Willst du dich nicht mehr ergötzen
5. Речитатив: Ich liebe dich zwar noch!
6. Речитатив: Ich, der ich sonst ein Gott
7. Ария: Ein Fürst ist seines Landes Pan
8. Речитатив: Soll dann der Pales Opfer hier das letzte sein?
9. Ария: Schafe können sicher weiden
10. Речитатив: So stimmt mit ein und lasst des Tages Lust volkommen sein
11. Хор: Lebe, Sonne dieser Erden
12. Ария (дуэт): Entzücket uns beide, ihr Strahlen der Freude
13. Ария: Weil die wollenreichen Herden
14. Ария: Ihr Felder und Auen, lass grünend euch schauen
15. Хор: Ihr lieblichste Blicke, ihr freudige Stunden